# Egypt International 2015
Die Egypt International 2015 im Badminton fanden vom 15. bis zum 18. Oktober 2015 in Kairo statt.

## Sieger und Platzierte
| Disziplin    | Gold                                       | Silber                                             | Bronze                                           |
| ------------ | ------------------------------------------ | -------------------------------------------------- | ------------------------------------------------ |
| Herreneinzel | Edwin Ekiring                              | Alen Roj                                           | Yara Azad                                        |
| Herreneinzel | Edwin Ekiring                              | Alen Roj                                           | Ridzwan Rahmat                                   |
| Dameneinzel  | Hadia Hosny                                | Doha Hany                                          | Menna Eltanany                                   |
| Dameneinzel  | Hadia Hosny                                | Doha Hany                                          | Mazahreh Leina Fehmi                             |
| Herrendoppel | Mohmed Misbun Misbun Shawal Ridzwan Rahmat | Bahaedeen Ahmad Alshannik Mohd Naser Mansour Nayef | Ali Ahmed El Khateeb Abdelrahman Kashkal         |
| Herrendoppel | Mohmed Misbun Misbun Shawal Ridzwan Rahmat | Bahaedeen Ahmad Alshannik Mohd Naser Mansour Nayef | Abdelrahman Abdelhakim Ahmed Salah               |
| Damendoppel  | Doha Hany Hadia Hosny                      | Nadine Ashraf Menna Eltanany                       | Salma Ashraf Mohamed Noran Hassan El Banna       |
| Damendoppel  | Doha Hany Hadia Hosny                      | Nadine Ashraf Menna Eltanany                       | Haneen Derar Al-Wedyan Mazahreh Leina Fehmi      |
| Mixed        | Ahmed Salah Menna Eltanany                 | Abdelrahman Kashkal Hadia Hosny                    | Abdelrahman Abdelhakim Nadine Ashraf             |
| Mixed        | Ahmed Salah Menna Eltanany                 | Abdelrahman Kashkal Hadia Hosny                    | Youssof Essam Bahnasy Salmeen Essam Elsaid Salem |